# Фізіотоп

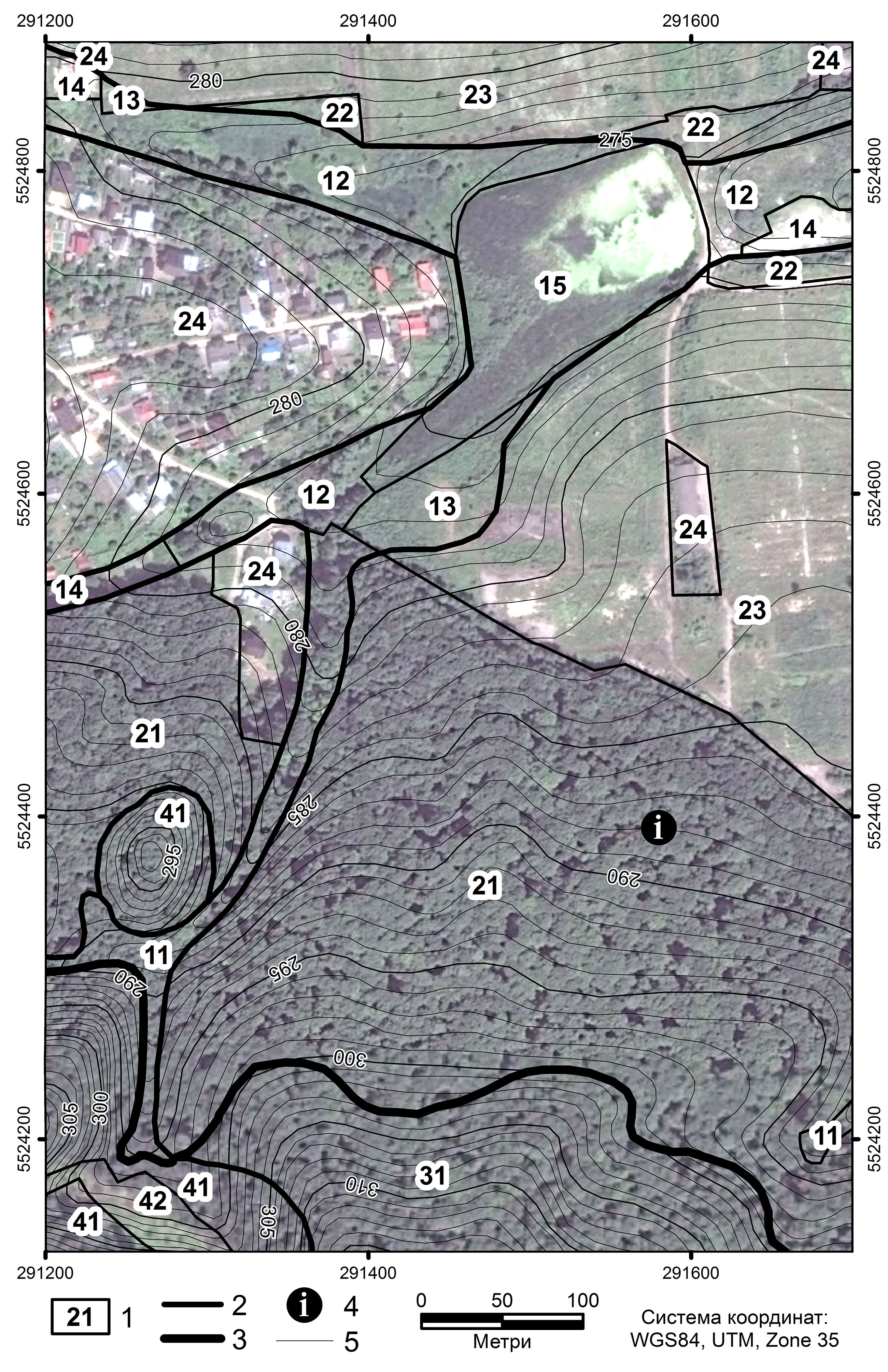
Екотопи (біотопи, фізіотопи) північно-східної околиці міста Львова. Умовні позначення: 1 - межі екотопів / біотопів; 2, 3 - межі фізіотопів (Джерело: Круглов, 2020)

Фізіотоп (гр.: φυσιότόπος, φύσις – природа (нежива), τόπος – місце, локація; англ.: physiotope; нім.: physiotop) – елементарний (географічно неподільний) ареал із відносно однорідними абіотичними умовами – ґрунтово-геоморфологічними та гідрокліматичними. Фізіотоп разом із біотопом, як елементарним ареалом біоценозу, творять екотоп – елементарну геоекосистему (екосистему з чітко окресленими географічними межами) .
На суходолі фізіотопи виокремлюють першочергово на підставі елементів мезорельєфу та доповнюють характеристиками ґрунтотворних відкладів, місцевого клімату, гідрологічного режиму та ґрунту . Через це фізіотоп також інтерпретують як просторове «накладання» морфотопу, літотопу, кліматопу, гідротопу та педотопу . У водоймах фізіотопи виділяють з огляду на батиметричне положення, властивості субстрату дна та води . Для картування фізіотопів на суходолі використовують цифрові моделі рельєфу та аеро- і космозображення, ґрунтові, геоморфологічні, геологічні та топокліматичні карти, а також дані геоекологічних польових досліджень, які опрацьовують у середовищі географічної інформаційної системи . Фізіотопи дають змогу встановлювати особливості та географічні межі потенційних природних біоценозів (потенційної природної рослинності), а також визначати майбутні ймовірні просторово-часові зміни фактичних біоценозів внаслідок сукцесії та природних і антропогенних дистурбацій . У прикладному аспекті фізіотопи застосовують для обґрунтування просторового планування та менеджменту екосистемних послуг .
Уявлення про фізіотоп сформували німецькі географи (напр., ) у рамках геоекології (ландшафтної екології), і воно подібне до ідеї біотопу у сенсі Ф. Даля (Friedrich Dahl), якою переважно користуються біологи, або до ідеї екотопу в розумінні В. Сукачова та інших біогеоценологів. На відміну, концепція фізіотопу першочергово наголошує на геопросторовому вимірі абіотичних властивостей екосистеми як елементарного географічного ареалу. У сфері біогеографії та лісівництва фізіотоп позначає елементарний ареал умов (місце-)існування/зростання (лісорослинних умов). За просторовим обсягом фізіотоп відповідає природному територіальному комплексу, як теоретичному об’єкту східноєвропейського ландшафтознавства, рангу «(під-)урочище», іноді «фація» . 